# Juan Urquizu
Juan José Urquizu Sustaeta (* 24. Juni 1901 in Ondarroa; † 22. November 1982 ebenda) war ein spanischer Fußballspieler und -trainer.

## Karriere

### Als Spieler
Urquizu kam 1901 in Ondarroa im Baskenland zur Welt. Seine Karriere begann er 1922 bei CA Osasuna im benachbarten Navarra. Im Jahr 1927 spielte er kurzzeitig für Espanyol Barcelona, ehe er 1928 zu Real Madrid wechselte, als Stammspieler die erste Saison der neu gegründeten Primera División bestritt und das Finale der Copa del Rey 1929 erreichte. Am 17. März 1929 bestritt Urquizu sein erstes und einziges Länderspiel für Spanien, als Portugal mit 5:0 in Sevilla besiegt wurde. Zur Saison 1929/30 kehrte Urquizu in seine baskische Heimat zurück und spielte fortan unter dem englischen Trainer Fred Pentland für Athletic Bilbao. Bereits im ersten Jahr gewann Athletic das Double aus Meisterschaft und Pokal, wobei Urquizu lediglich fünf Ligaspiele bestritt. Als der Gewinn des Doubles im Folgejahr wiederholt wurde, war er mit 17 Ligaeinsätzen Stammspieler. In den Spielzeiten 1931/32 und 1932/33 verpasste er keine Ligabegegnung, wurde mit seinem Verein jeweils Zweiter und gewann zwei weitere Male den spanischen Pokal. Beim dritten Meisterschaftsgewinn 1933/34 kam er unter dem neuen Trainer Patricio Caicedo nur zu fünf Ligaeinsätzen. Auch in der Saison 1934/35 bestritt er lediglich sechs Spiele. Daraufhin beendete er 1935 mit 34 Jahren seine aktive Karriere.

#### Erfolge
- Spanischer Meister: 1930, 1931, 1934
- Spanischer Pokalsieger: 1930, 1931, 1932, 1933

### Als Trainer
Nach dem Spanischen Bürgerkrieg übernahm Urquizu zur Saison 1940/41 das Traineramt bei Atlético Bilbao. Im gleichen Jahr verpflichteten die Basken den damals unbekannten 19-jährigen Torjäger Zarra, der aufgrund seiner Torrekorde in den Jahren darauf zu einer lebenden Legende im spanischen Fußball werden sollte. In Urquizus erstem Jahr verpasste die Mannschaft mit zwei Punkten Rückstand auf Atlético Aviación knapp die Meisterschaft. In der Spielzeit 1941/42 kam der Verein gar nicht über den siebten Tabellenplatz hinaus, erreichte jedoch das Finale der Copa del Generalísimo 1942, welches letztlich mit 3:4 gegen den CF Barcelona verloren ging. In der Saison 1942/43 gewann Atlético Bilbao schließlich zum dritten Mal in der Vereinsgeschichte das Double: In der Meisterschaft verwies man den FC Sevilla und CF Barcelona auf die Plätze, im Finale der Copa del Generalísimo 1943 schlug man das von Ramón Encinas trainierte Real Madrid durch ein Tor von Zarra mit 1:0 nach Verlängerung. Während Urquizus Mannschaft in der Liga in den folgenden zwei Jahren nur noch durchschnittliche Ergebnisse erzielte, konnte der Pokaltitel sowohl 1944 als auch 1945 durch Finalsiege gegen den FC Valencia verteidigt werden. In den Spielzeiten 1945/46 und 1946/47 wurde Bilbao Dritter bzw. Zweiter. Nachdem das Team in der Saison 1947/48 nur eines der ersten sieben Spiele hatte gewinnen können, wurde Urquizu nach sieben Jahren und 235 Pflichtspielen (185 Erstligaspiele, 50 Pokalspiele) vom Verein entlassen.
Anschließend trainierte Urquizu bis zum Saisonende den Zweitligisten FC Barakaldo, bevor er 1948/49 wieder in die Primera División zurückkehrte und bei Real Oviedo anheuerte. Mit dem Verein aus Asturien wurde er am Ende der Spielzeit Fünfter. In der Saison 1949/50 gewann der Verein unter Urquizu allerdings nur vier von 26 Spielen und stieg als Tabellenletzter in die Segunda División ab.

#### Erfolge
- Spanischer Meister: 1943
- Spanischer Pokalsieger: 1943, 1944, 1945